# Nico Hernandez
Nico Hernandez (ur. 4 stycznia 1996) – amerykański bokser kategorii papierowej. Jest brązownym medalistą letnich igrzysk olimpijskich w Rio de Janeiro.